# Rudolf II. (Habsburg)
Rudolf II., Graf von Habsburg, genannt der Gütige oder der Alte († vor 10. April 1232) war Landgraf im Elsass, Graf im Aargau, Frickgau, in Teilen des Zürichgaus und Herr zu Laufenburg.

## Eltern
Rudolf war der einzige Sohn von Albrecht III. und Ita von Pfullendorf-Bregenz, der Tochter von Rudolf von Pfullendorf. Nach dem Tod seines Vaters 1199 wurde er Graf von Habsburg. Er war der Großvater Rudolfs I., des ersten habsburgischen Königs des Heiligen Römischen Reiches.

## Politik
Rudolf war um 1200 zunächst an der Seite von Otto IV. am Deutschen Thronstreit beteiligt, lief aber später ins staufische Lager über und hatte ein persönliches Verhältnis zu Kaiser Friedrich II. Dieser überließ 1218 Rudolf dafür das Pfandrecht für die Reichsvogtei Uri.

## Das besondere Verhältnis zu Kaiser Friedrich II.
Im September 1212 schließt er sich dem jungen Friedrich an. 1213 findet man ihn am Hof in Hagenau. Er bürgt mit der beachtlichen Summe von 1000 Mark für ihn beim   
Herzog von Lothringen. 1214 begleitet er den Zug Friedrichs nach Brabant und Jülich und kehrt mit ihm nach Basel zurück.
Am Hof Kaiser Friedrichs in Konstanz und Überlingen 1216 ist er ebenso anzutreffen wie im Februar 1218 wieder in Hagenau, kurz vor der Geburt seines Enkels Rudolf, am 1. Mai 1218. 
Dreimal fand er sich zu Besuchen beim Kaiser in Italien ein, so 1222 in Capua und in Veroli bei der Zusammenkunft mit Papst Honorius III., dann 1226 mit seinem Sohn Albrecht, wo ein lombardischer Aufstand drohte, und 1230 in Anagni als sich Friedrich und Gregor IX. versöhnten. Ebenfalls fand er sich ein am Hof von Friedrichs Sohn König Heinrich VII. 1224 in Basel und in Bern mit seinem Sohn Albrecht IV. und am 23. Oktober 1229 in Überlingen. 
Rudolf wurde am 10. April 1232 im Kloster Muri bestattet.

## Familie
Rudolfs Gattin war Agnes von Staufen (* um etwa 1165/1170, † vor 1232), wohl nicht aus dem Geschlecht der Hohenstaufer, auch nicht derer von  Stoufen (das Allianzwappen von Hans Ulrich Fisch ist wohl unzutreffend), Tochter des Gottfried von Staufen, nach den Acta Murensia ist das Geschlecht von der Burg Stauf gemeint: gelegen zwischen Worms und Speyer.
- Werner (IV., kinderlos verstorben)
- Albrecht IV. der Weise, Graf von Habsburg
- Rudolf III., Graf von Laufenburg, Stammvater der Laufenburger Linie
- Gertrude (auch Gertrudis, erw. 1223–1241) ⚭ Graf Ludwig III. von Frohburg (erw. 1196; † 1256/1259, beigesetzt in Zofingen)
- Heilwig (auch Helwiga) († 30. April 1260) ⚭ Graf Hermann III. von Frohburg († 1236/1237); ihre Tochter war Sophie von Frohburg († nach 1263), Gattin von Walther von Klingen.